# Intermedi della Pellegrina
La Pellegrina è una commedia commissionata nel 1589 da Ferdinando I de' Medici a Girolamo Bargagli, presentata dai componenti dell'Accademia degli Intronati provenienti da Siena, per i festeggiamenti del suo sposalizio con Cristina di Lorena. Nella commedia vennero inseriti sei Intermedii et Concerti per le nozze di Don Ferdinando Medici e di Madama Christina di Lorena, organizzati da Giovanni Bardi, conte di Vernio e capofila della famosa Camerata de' Bardi, della quale fanno parte i compositori e gli autori del testo di questi intermedi, che furono i più ricchi e spettacolari di tutto il Rinascimento.

## Il significato degli Intermedi e della commedia
"Una volta si impiegavano gli intermedii per completare una commedia, ora invece si fa all'incontrario, scrivendo la commedia per gli intermedii": tali parole del poeta, commediografo e farmacista Antonfrancesco Grazzini (detto "Il Lasca"), del 1565, definiscono il significato che gli intermedi avevano assunto nella vita teatrale dell'epoca. Originariamente, secondo il significato del loro termine di interludi, svolgevano un ruolo subordinato al lavoro teatrale ma ben presto la loro parte crebbe d'importanza, catalizzando l'attenzione sia degli artisti che del pubblico. La messa in scena della commedia veniva ad offrire poco più di un pretesto per gli intermedii.
Gli interludi, in forma di esibizioni musicali, teatrali e persino acrobatiche, erano in quel tempo abituali nelle manifestazioni delle più svariate locatità. Particolare importanza nel genere degli intermedi scenici avevano quelli che si svolgevano negli intervalli dei grandiosi banchetti ufficiali: appartengono a tal genere la maggior parte dei lavori scritti dai migliori compositori dell'epoca, rappresentati nel celebre banchetto dei fagiani organizzato dall'Ordine dei Cavalieri del Vello d'oro a Lilla nel 1454. In teatro gli intermedi erano già diventati una prassi consuetudinaria nell'ultimo periodo del 1400, venivano inseriti per separare l'uno dall'altro gli atti delle commedie classiche in latino o delle imitazioni coeve (in volgare), dal momento che il sipario, come è inteso oggi, non era allora in uso ed il principio dell'unità, che governava il dramma classico, escludeva i cambiamenti di scena. Normalmente erano in numero di quattro ma gli intermedi potevano anche ascendere a sei perché ai normali interludi potevano aggiungersene degli altri all'inizio e alla fine del lavoro teatrale. Di solito non vi era nessun riferimento con l'argomento del dramma o, se ve n'era, era del tutto superficiale al pari delle correlazioni tra un intermedio e l'altro. Quel che è certo è che l'uso di interpolare gli intermedi divenne universale e l'assenza di una prassi del genere al giorno d'oggi non smentisce il rilievo che essi ebbero un tempo.
Una categoria speciale di intermedi, su cui si è rivolta l'attenzione del celebre studioso italiano Nino Pirrotta, venivano chiamati "aulici". I posteri poterono averne una chiara raffigurazione da quanto accadde principalmente alla corte dei Medici in Firenze, che, nell'intento di tramandare la loro celebre reputazione, provvidero ad organizzare famose feste - con al centro gli intermedi - la cui fama è trapassata alle generazioni successive. È per questa ragione che gli intermedi allestiti in occasione delle feste nuziali dei Medici nel 1539, 1565, 1579, 1585 e nel 1589 sono stati annoverati da tempo nelle storia della musica come eventi di grande notorietà. L'ultima data menzionata, cioè il 1589, corrisponde al vertice raggiunto nel XVI secolo dagli intermedi sia come genere sia come lavori musicali considerati in se stessi. L'occasione che diede luogo alla loro rappresentazione fu il matrimonio del Granduca Ferdinando I con Cristina di Lorena. Nel quadro della fastosa festa nuziale, svoltasi per l'occasione, nel Teatro Mediceo degli Uffizi, gli intermedi creati per loro furono eseguiti quattro volte. In effetti due di tali rappresentazioni - il 2 e il 15 maggio 1589 - furono allestite insieme alla commedia La Pellegrina di Girolamo Bargagli, su commissione di Ferdinando nel 1564: furono anche allestiti una volta con La Zingara il 6 maggio e un'altra volta con La Pazzia il 13 maggio, a cura della Compagnia dei Gelosi - un'ulteriore conferma di quanto fosse ininfluente il rapporto con l'argomento della commedia che incorniciava gli intermedi.

## Intermedii et Concerti
Pur se questi intermedi non presentano neanche sul piano generale un'intrinseca unitarietà, il riferimento alle nozze di Ferdinando de' Medici e di Cristina Lorena costituisce il motivo ricorrente per ogni brano. I poeti erano tenuti ad assecondare il gusto della Corte e a rendere omaggio alla coppia nuziale. Inni di lode sono indirizzati direttamente alla coppia, con un libero adattamento, e con la fusione delle forme allegoriche della mitologia italica e greca.
Ercole, noto come Alcide (il forte), per ordine di Euristeo dovette impegnarsi nelle dodici fatiche e, come narra la leggenda,  portò a termine il compito con astuzia e prudenza. In occasione della dodicesima e più difficile prova, che doveva eseguire in presenza di Cerbero, geloso cugino e cane a tre teste, egli fu assistito dalla protezione di Minerva. Nel secondo intermedio vi è una chiara allusione a Orfeo ed Euridice, gli amanti ideali dell'antichità, Orfeo è inoltre il grande cantore cui prestano ascolto tutte le creature, le rocce e le piante, e il canto d'Arione, il poeta seduce il delfino che lo salva. Quando incontriamo Imene, il dio del matrimonio, ci imbattiamo contemporaneamente in due divinità dell'amore: l'italica Venere e la greca Afrodite, ed Armonia figlia di quest'ultima, è la divinità che presiede all'ordine e alla concordia, e quindi, secondo le concezioni cosmiche di Pitagora e Platone, è la guardiana delle sirene, cioè delle ninfe del mare che, col loro canto, seducono i marinai. Ad Argo e a Delo la divinità Era veniva onorata come protettrice, dal momento che assicurava la difesa della vita delle donne, della maternità e della natività, riversando il suo odio su tutti quanti infrangevano le sacre leggi del matrimonio. Infine vi era Flora, la divinità dei fiori (veniva considerata a Firenze una divinità locale, particolarmente legata al fiume Arno) e della fertilità, mentre Zeus (o Giove) governava sui lampi e sui tuoni e provvedeva ad inviare la pioggia a portare sollievo sulle terre riarse dalla siccità. Gioia e speranza sono i temi costanti: la gioia era intesa come liberazione da un grande pericolo, mentre la speranza si riferiva a una grande epoca storica su cui l'Armonia proclamava il suo dominio. Nell'ultimo intermedio vi è un messaggio rivolto alla coppia nuziale, ed il cerchio si chiude: Apollo, divinità della luce, scende sulla terra, Ritmo e Armonia lo accompagnano e incontrano il canto eterno, dell'eterna armonia.

## Artisti che hanno partecipato alla realizzazione
Compositori:
- Antonio Archilei: 1 brano
- Cristofano Malvezzi: 15 brani
- Luca Marenzio: 8 brani
- Giulio Caccini: 1 brano
- Giovanni Bardi: 2 brani
- Jacopo Peri: 1 brano
- Emilio de' Cavalieri: 2 brani

Letterati:
- Girolamo Bargagli
- Giovanni Bardi
- Ottavio Rinuccini
- Giovanni Battista Strozzi
- Laura Lucchesini

Scenografi e costumisti:
- Bernardo Buontalenti

Primi interpreti:

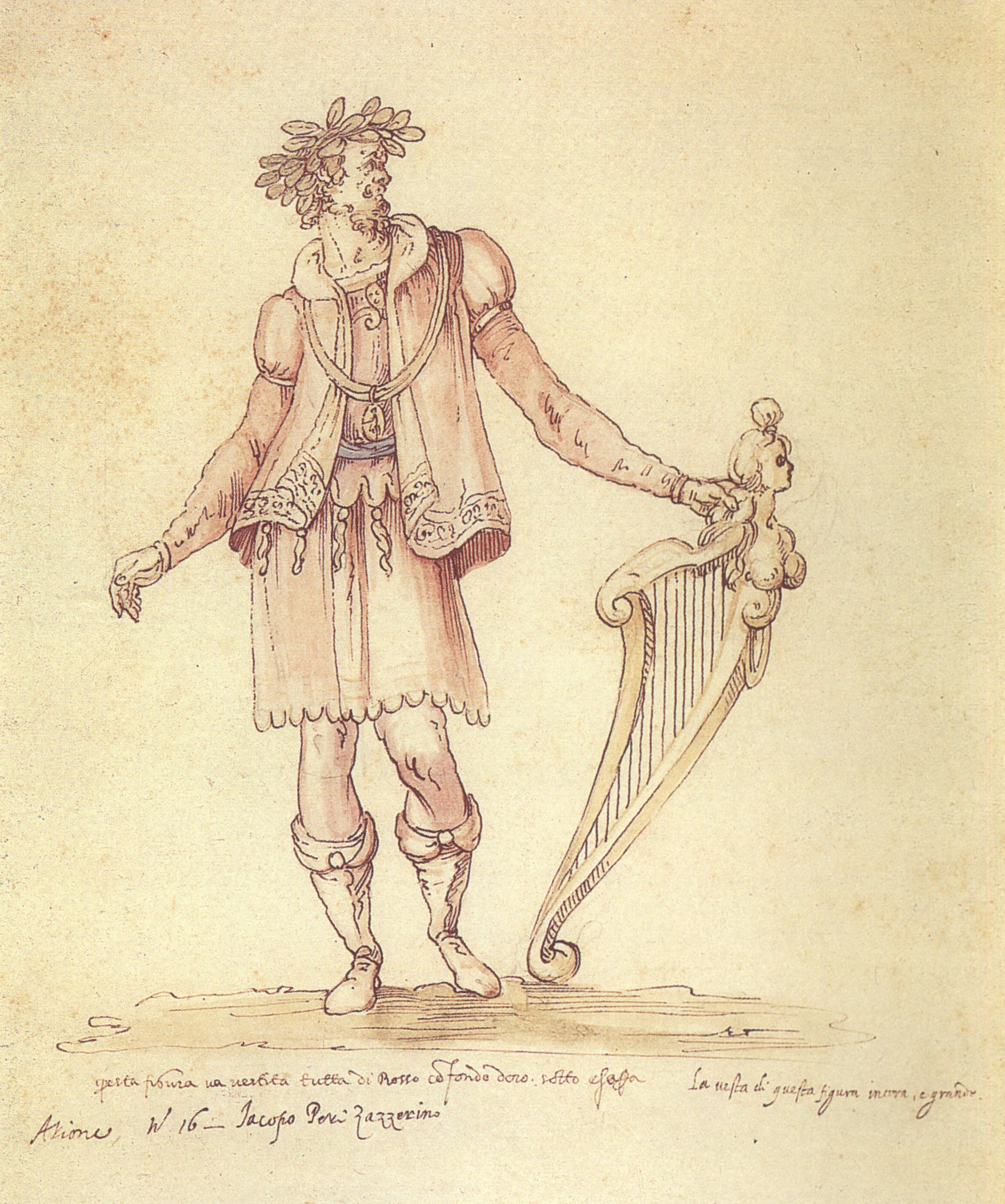
Costume di scena di Bernardo Buontalenti per il quinto Intermedio - Il canto d’Arione, indossato da Jacopo Peri

- Vittoria Archilei (moglie di Antonio Archilei)

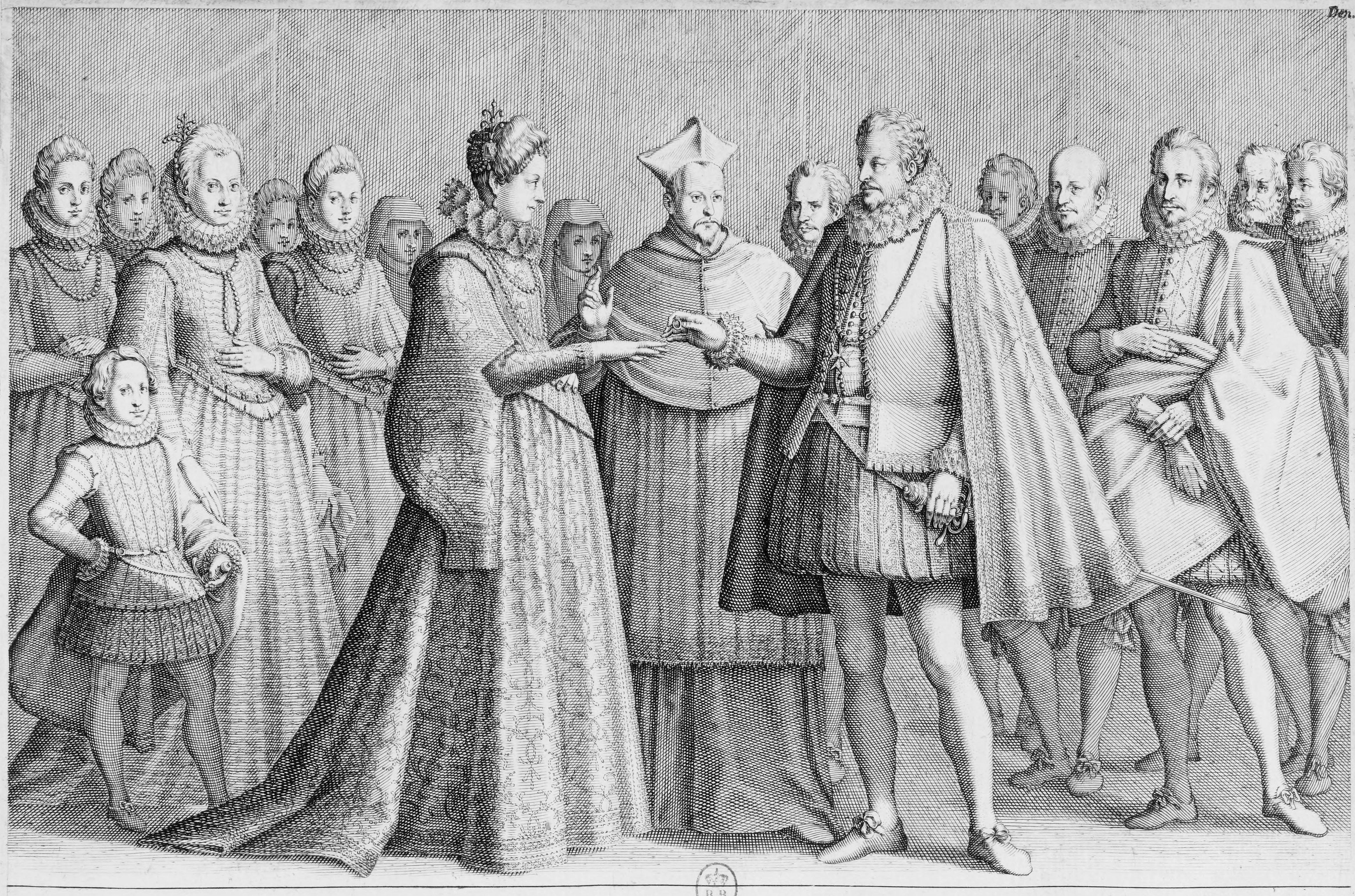
Acquaforte: di Jacques Callot per le nozze di Don Ferdinando Medici e di Madama Christina di Lorena

- Honofrio Gualfreducci
- Jacopo Peri

## Indicazioni sull'esecuzione e sull'organico strumentale nell'originale stampa d'epoca
La musica degli Intermedi della Pellegrina venne pubblicata, due anni dopo la loro esecuzione, in un'edizione curata da Cristofano Malvezzi con il titolo Intermedii et concerti (Venezia, Vincenti, 1591). Nel nono libro parte vi si trovano dettagliate indicazioni sul ricco e variegato organico strumentale e vocale; ciò denota con quanta cura e attenzione veniva messo in scena lo spettacolo.
Le stampe musicali d'epoca si trovano nel Codice Magliabechiano 66 della Biblioteca Nazionale di Firenze.

## Struttura dei sei intermedi
Nota: Alla voce "Organico" riportiamo la strumentazione descritta da Cristofano Malvezzi (in Intermedii et concerti, Venezia, Vincenti, 1591, libro nono), attenendoci alla sua stessa terminologia. Oltre agli strumenti indicati per ogni singolo brano ci furono, come testimonia il Malvezzi nell'introduzione, 3 organi di legno, due di 8 piedi e uno di 16 piedi, che suonarono in tutti gli intermedi.

### Primo intermedio:l'Armonia delle sfere

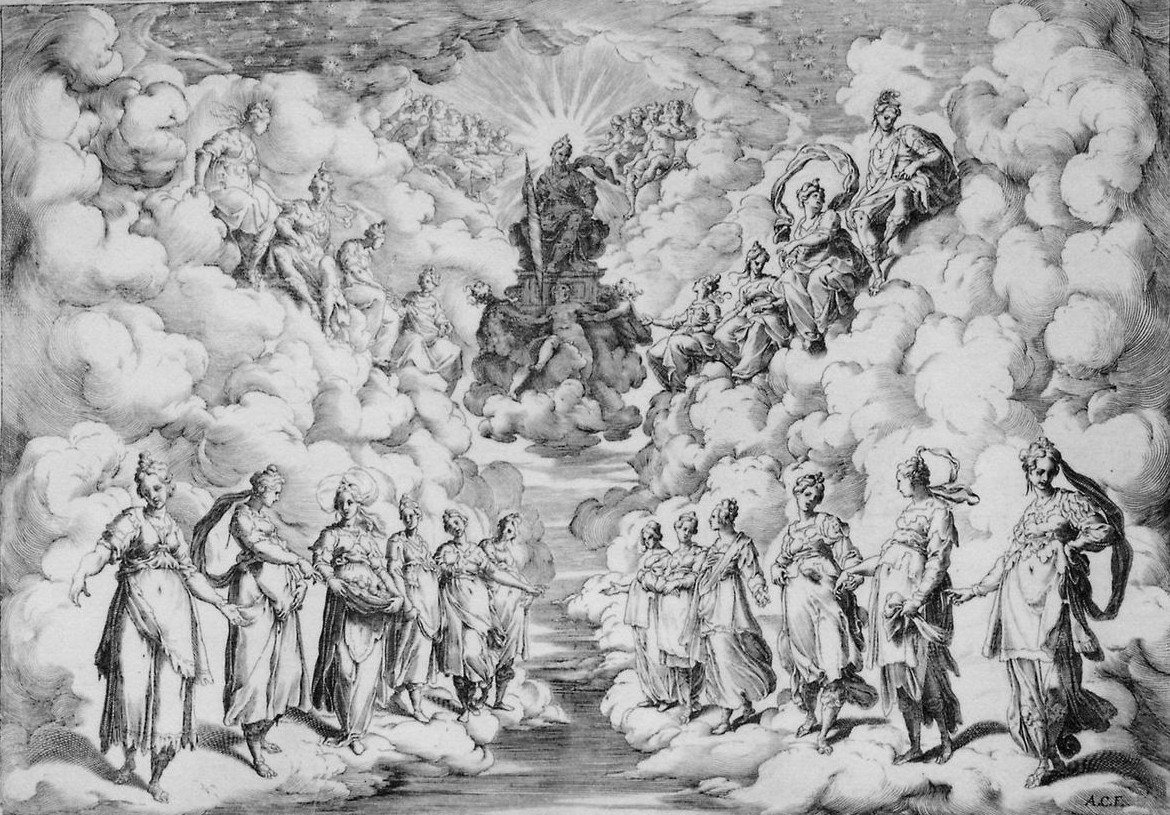
Scena di Bernardo Buontalenti per il primo intermedio: Armonia delle sfere

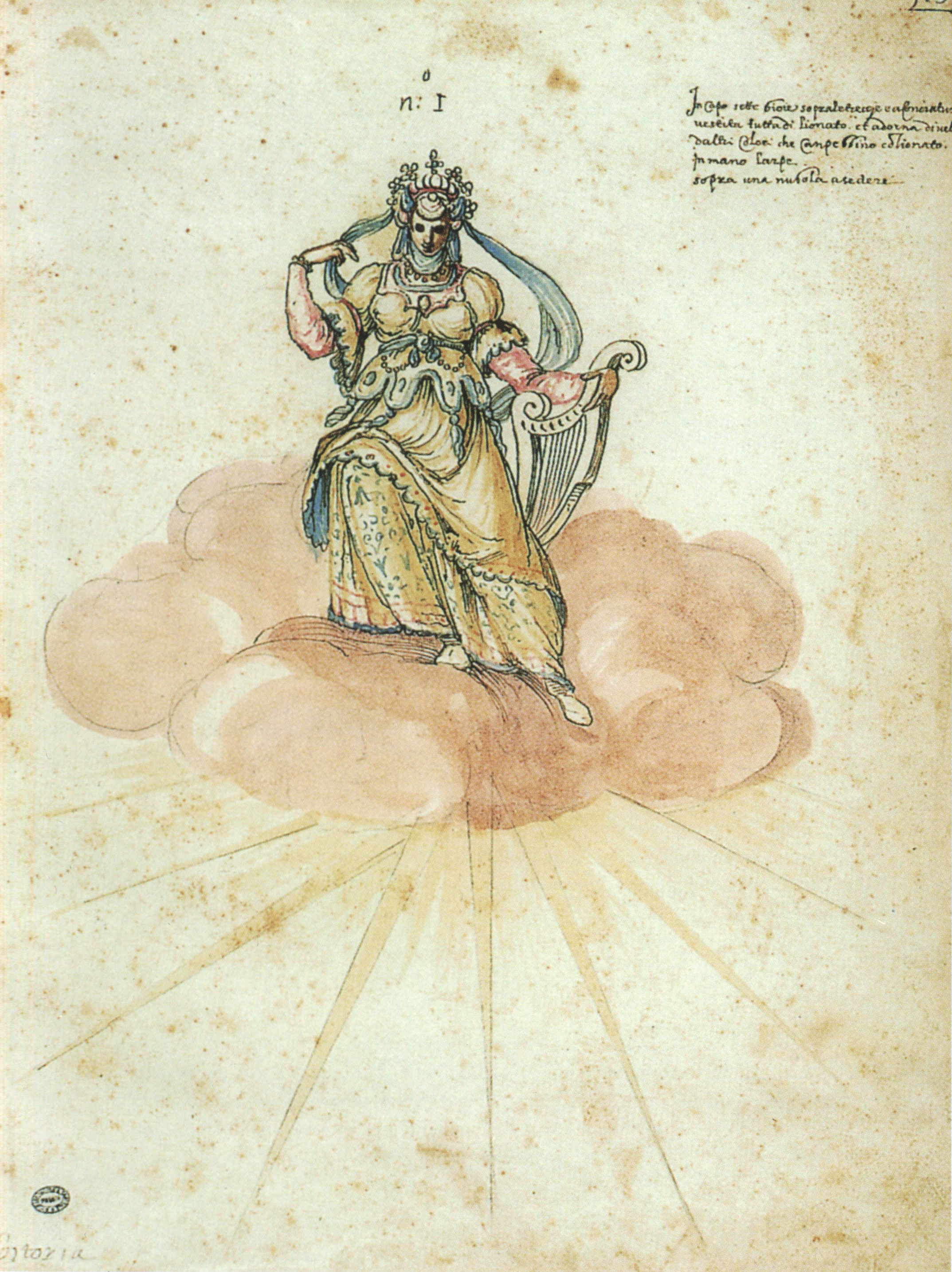
Costume di scena creato da Bernardo Buontalenti per il primo intermedio: L’armonia delle sfere - L’armonia.

L'Armonia discende sulla Terra accompagnata dalle sirene, Parche e dai Pianeti; i mortali sono invitati a festeggiare con la coppia dei fidanzati.
Primo brano
- Titolo: Dalle più alte sfere
- Compositore: Antonio Archilei
- Testo: Giovanni de' Bardi
- Disposizione: 4 parti, di cui la prima è presente in una versione con diminuzioni.
- Organico: voce di soprano, liuto grosso, chitarrone

Secondo brano
- Titolo: Noi che cantando
- Compositore: Cristofano Malvezzi
- Testo: Ottavio Rinuccini
- Disposizione: 8 parti in due cori
- Organico coro I: 4 voci, lira, arpa, liuto grosso, sotto basso di viola
- Organico coro II: 4 voci, lira, arpa, chitarrone, basso di viola

Terzo brano
- Titolo: Sinfonia
- Compositore: Cristofano Malvezzi
- Disposizione: 6 parti strumentali
- Organico: 3 liuti grossi, 3 liuti piccoli, salterio, basso di viola, 3 tenori [di viola], sopranino di viola, cornetto, 4 tromboni, flauto traverso, cetra, mandola, lira, arpa, chitarrone

Quarto brano
- Titolo: Dolcissime sirene
- Compositore: Cristofano Malvezzi
- Testo: Ottavio Rinuccini
- Disposizione: 6 parti
- Organico: voce bianca, voci (per le battute finali), vari strumenti a corda

Quinto brano
- Titolo: A voi reali amanti
- Compositore: Cristofano Malvezzi
- Testo: Ottavio Rinuccini
- Disposizione: 15 parti in 3 cori
- Organico: voci, tutti gli strumenti

Sesto brano
- Titolo: Coppia gentil
- Compositore: Cristofano Malvezzi
- Testo: Ottavio Rinuccini
- Disposizione: 6 parti
- Organico: voci, tutti gli strumenti

### Secondo intermedio:La Gara fra Muse e Pieridi

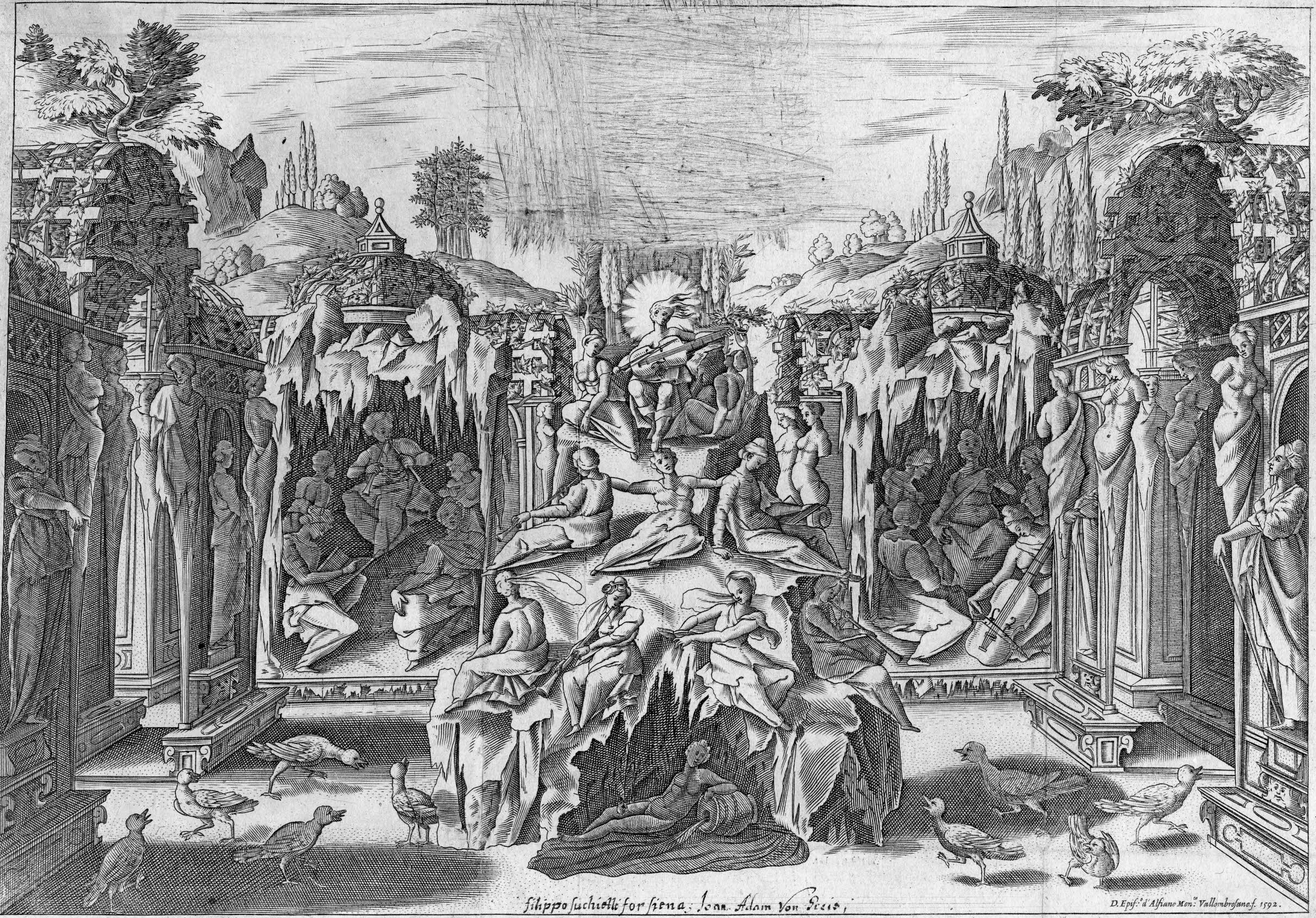
Scena di Bernardo Buontalenti per il secondo intermedio: La gara fra Muse e Pieridi

Un certame di canto vede gareggiare le ninfe si pronunciano a favore delle Muse.
Primo brano
- Titolo: Sinfonia
- Compositore: Luca Marenzio
- Disposizione: 5 parti strumentali
- Organico: 2 arpe, 2 lire, basso di viola, 2 liuti, violino, viola bastarda, chitarrone.

Secondo brano
- Titolo: Belle ne fa natura
- Compositore: Luca Marenzio
- Testo: Ottavio Rinuccini
- Disposizione: 3 parti acute
- Organico: voci di soprano, arpa, 2 lire

Terzo brano
- Titolo: Chi dal delfino
- Compositore: Luca Marenzio
- Testo: Ottavio Rinuccini
- Disposizione: 6 parti
- Organico: voci, liuto grosso, chitarrone, basso di viola

Quarto brano
- Titolo: Se nelle voci nostre
- Compositore: Luca Marenzio
- Testo: Ottavio Rinuccini
- Disposizione: 12 parti in due cori
- Organico: voci, liuto grosso, chitarrone, basso di viola

Quinto brano
- Titolo: O figlie di Piero
- Compositore: Luca Marenzio
- Testo: Ottavio Rinuccini
- Disposizione: 18 voci in tre cori
- Organico: tutte le voci e tutti gli strumenti

### Terzo intermedio:Il combattimento Pitico d'Apollo

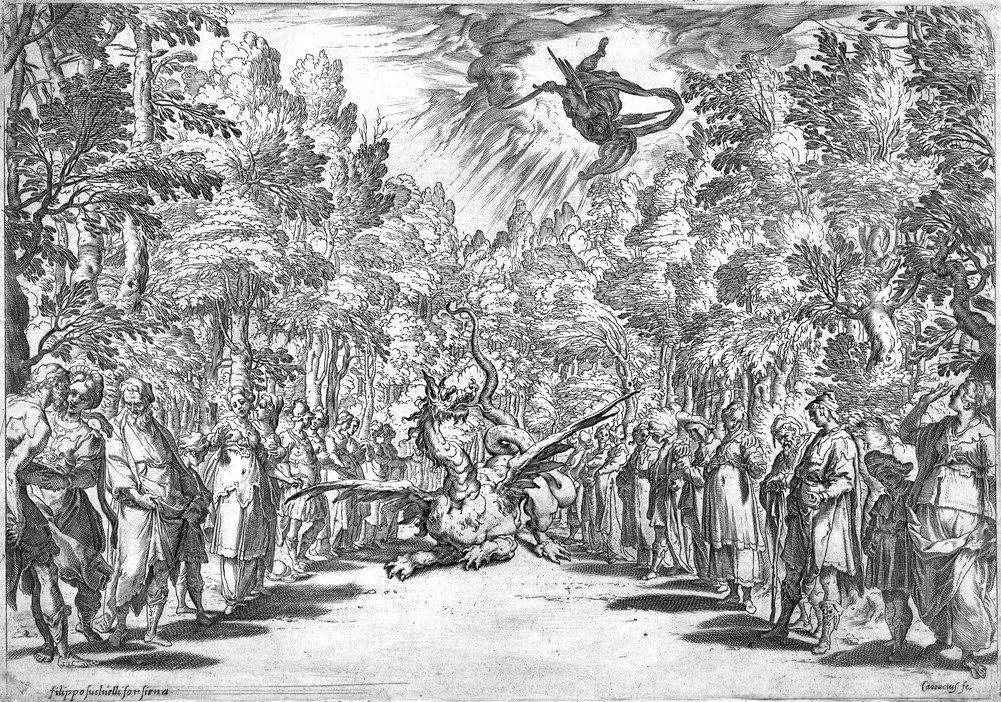
Scena di Bernardo Buontalenti per il terzo intermedio: Il Combattimento pitico di Apollo

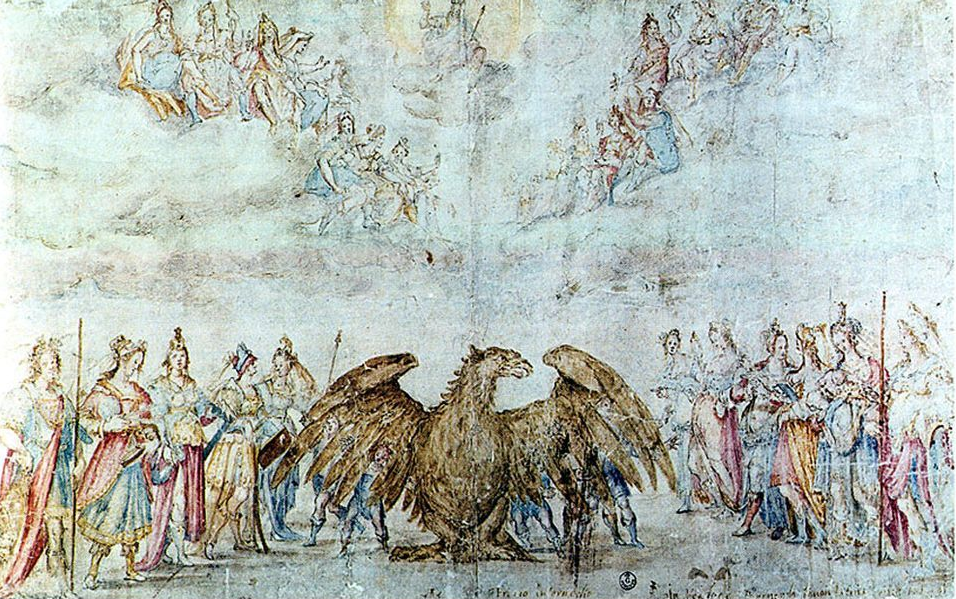
Scena di Bernardo Buontalenti per il terzo intermedio: Il combattimento Pitico di Apollo

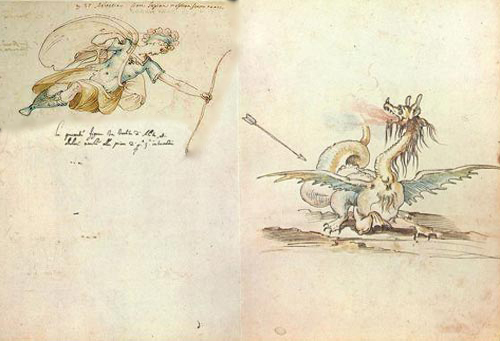
Costume di scena creato da Bernardo Buontalenti per il terzo Intermedio - Il combattimento Pitico d’Apollo

Gli abitanti di Delfi sono tormentati dal mostro Pitone; essi implorano il soccorso di Apollo; questi discende dai cieli e dopo un cruento combattimento trionfa sull'aggressore; la vittoria è seguita da una generale danza di gioia.
Primo brano
- Titolo: Qui di carne si sfama
- Compositore: Luca Marenzio
- Testo: Ottavio Rinuccini
- Disposizione: 12 parti in due cori
- Organico: 12 voci, arpa, 2 lire, 2 bassi di viola, 4 liuti, basso di trombone, cornetto, violino

Secondo brano
- Titolo: Sinfonia
- Compositore e organico sconosciuti, musica perduta.

Terzo brano
- Titolo: O valoroso Dio
- Compositore: Luca Marenzio
- Testo: Ottavio Rinuccini
- Disposizione: 4 parti
- Organico: voci, arpa, lira

Quarto brano
- Titolo: O mille volte
- Compositore: Luca Marenzio
- Testo: Ottavio Rinuccini
- Disposizione: 8 parti in due cori
- Organico: voci, arpa, lira

### Quarto Intermedio:La regione de' Demoni

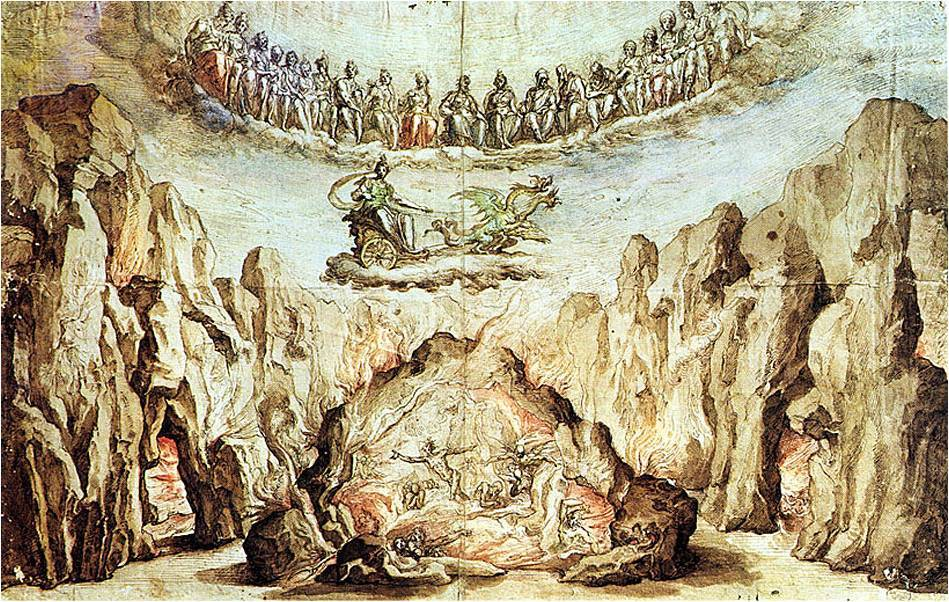
Scena di Bernardo Buontalenti per il quarto intermedio: La regione de’ demoni

Uno stregone chiede agli spiriti di scendere e di pronunciarsi sulla coppia di sposi. I demoni preannunciano una nuova Età dell'Oro. La scena si sposta quindi sulla terrificante regione degli Inferi, ove i demoni intonano un lamento: d'ora in poi essi non avranno più anime da tormentare.
Primo brano
- Titolo: Io che dal ciel cader
- Compositore: Giulio Caccini
- Testo: Giovanni Battista Strozzi
- Disposizione: voce e basso d'accompagnamento

Secondo brano
- Titolo: Sinfonia
- Compositore: Cristofano Malvezzi
- Disposizione: 6 parti strumentali
- Organico: arpa, chitarrone, 2 liuti grossi, 2 liuti piccoli, 2 lire, salterio, violina, flauto traverso, basso di viola bastarda

Terzo brano
- Titolo: Or che le due grand'alme
- Compositore: Cristofano Malvezzi
- Testo: Giovanni Battista Strozzi
- Disposizione: 6 parti
- Organico: 6 voci, arpa, chitarrone, 2 liuti grossi, 2 liuti piccoli, 2 lire, salterio, violina, flauto traverso, basso di viola bastarda

Quarto brano
- Titolo: Miseri Habitator
- Compositore: Giovanni Bardi
- Disposizione: 5 parti
- Organico: 5 voci, 4 tromboni, 4 viole, lira

### Quinto intermedioIl canto d'Arione

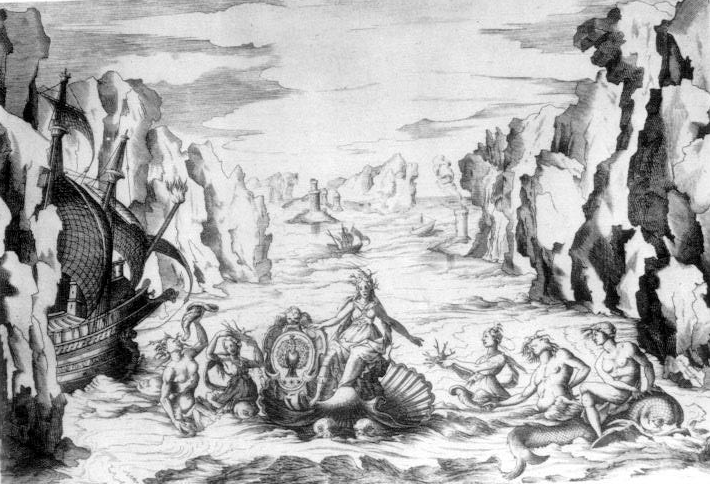
Scena di Bernardo Buontalenti per il quinto intermedio: Il canto d’Arione

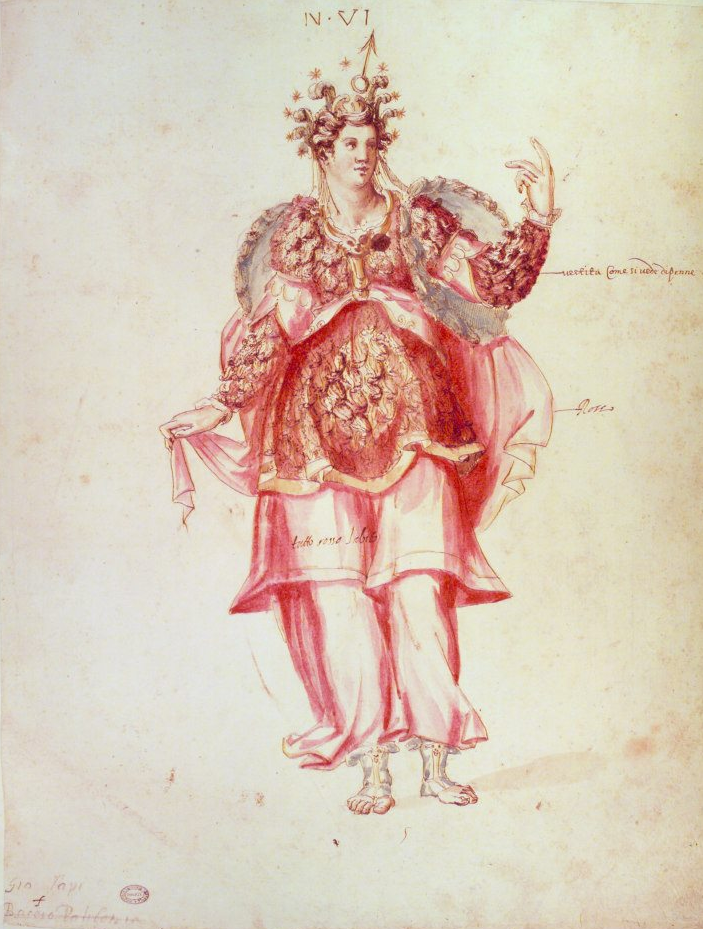
Costume di scena creato da Bernardo Buontalenti per il quinto intermedio: Il canto d’Arione- La Sirena della sfera di Marte (Giovanni Lapi)

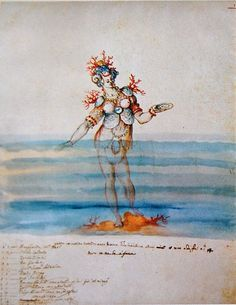
Costume di scena creato da Bernardo Buontalenti per il quinto Intermedio - Il canto d’Arione

Anfitrite emerge dalle profondità dell'Oceano in compagnia del figlio Tritone e delle ninfe del mare per cantare la giovane coppia. Nella sinfonia Arione, minacciato di morte dal suo equipaggio, intona un lamento. Viene gettato a mare ma un delfino, attratto dal suo canto, lo mette in salvo. I marinai, credendolo morto, esultano con un canto di gioia.
Primo brano
- Titolo: Io che l'onde raffreno
- Compositore: Cristofano Malvezzi
- Testo: Ottavio Rinuccini
- Disposizione: 5 parti
- Organico: voce di soprano, liuto, chitarrone, arciviolata lira

Secondo brano
- Titolo: E noi con questa bella diva / Godi coppia reale /  Che vede uscir da voi / E discacciar dal mondo / Onde farà ritorno
- Compositore: Cristofano Malvezzi
- Testo: Giovanni Bardi
- Disposizione: 5 parti / 3 parti
- Organico: 5 voci, 2 liuti di cui uno piccolo, chitarrone, arciviolata lira, basso di viola, tenore di viola, arpa

Terzo brano
- Titolo: Sinfonia
- Compositore: Cristofano Malvezzi
- Disposizione. 6 Voci
- Organico: organo di pivette [regale], 2 liuti, basso di viola, chitarrone, violino

Quarto Brano
- Titolo: Dunque fra torbid'onde
- Compositore: Jacopo Peri
- Testo: Ottavio Rinuccini
- Disposizione: 3 parti vocali in eco, 4 parti strumentali
- Organico: 3 voci di tenore, chitarrone

Quinto brano
- Titolo: Lieti solcando il mare
- Compositore: Cristofano Malvezzi
- Testo: Ottavio Rinuccini
- Disposizione: 7 parti
- Organico: 7 voci, strumenti

### Sesto intermedio:La discesa d'Apollo e Bacco col Ritmo e l'Armonia

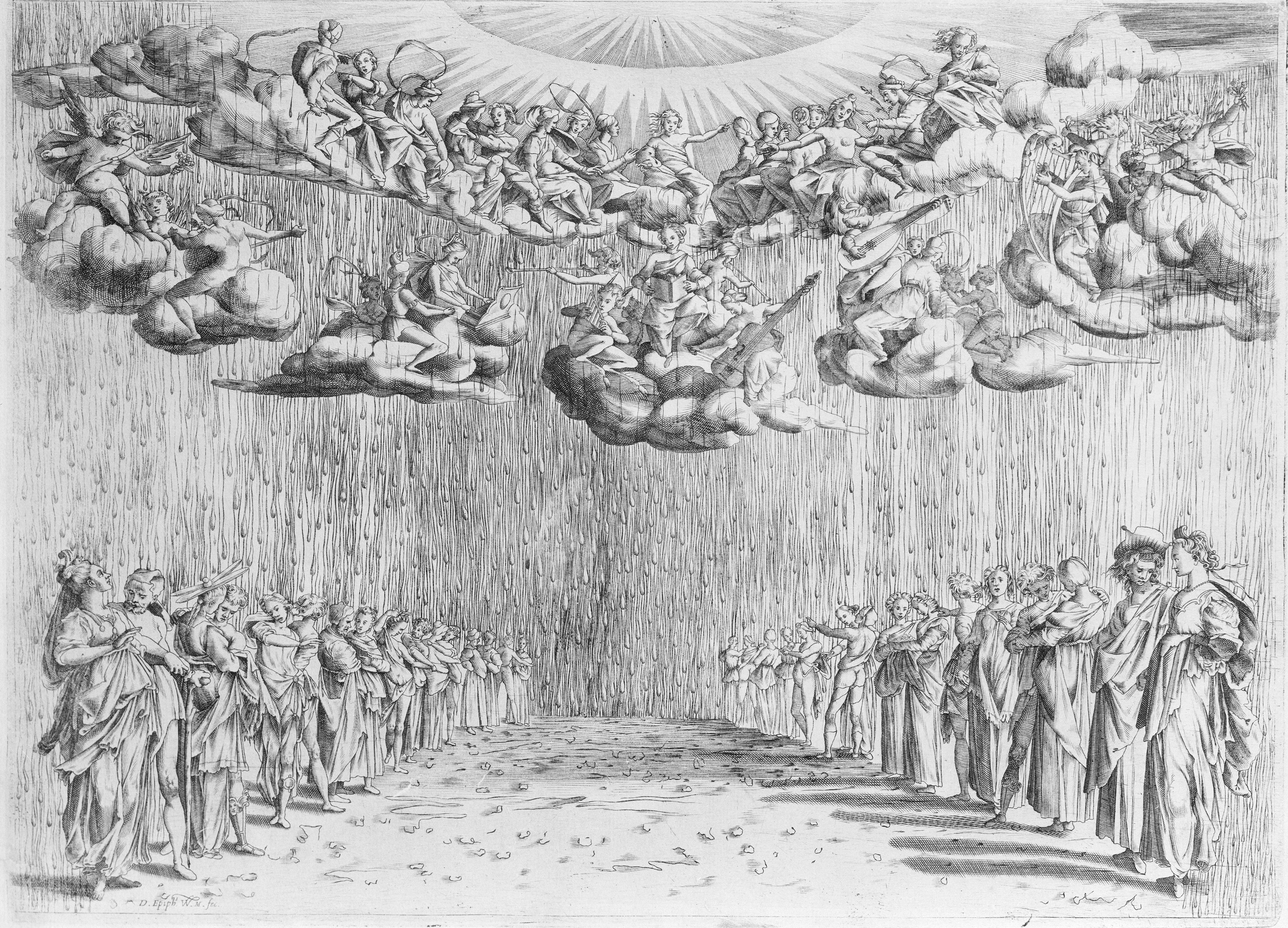
Scena di Bernardo Buontalenti per il sesto intermedio: La discesa d'Apollo e Bacco col Ritmo e l'Armonia

Apollo e Bacco discendono dal cielo in compagnia di altri dei dell'Olimpo: L'Armonia, il Ritmo, le Grazie, le Muse, i Pianeti, Flora, e altri ancora. Gli dei intonano un'ode agli sposi. Nel ballo conclusivo i mortali si uniscono agli dei e cantano un'ode in onore di Ferdinando e Cristina.
Primo brano
- Titolo: Dal vago e bel sereno
- Compositore: Cristofano Malvezzi
- Testo: Anonimo
- Disposizione: 6 parti
- Organico: 7 voci, 2 chitarroni, 2 lire, 4 liuti, basso di viola, violino

Secondo brano
- Titolo: O qual risplende nube
- Compositore: Cristofano Malvezzi
- Testo: Ottavio Rinuccini
- Disposizione: 6 parti
- Organico: 24 voci, 4 liuti, 4 viole, 2 bassi, 4 tromboni, 2 cornetti, salterio, mandola, arciviolata lira, violino

Terzo brano
- Titolo: Godi turba mortal
- Compositore: Emilio de' Cavalieri
- Testo: Ottavio Rinuccini
- Disposizione: 1 parte vocale diminuita, 4 parti strumentali
- Organico: voce di soprano, chitarrone

Quarto brano
- Titolo: O fortunato giorno
- Compositore: Cristofano Malvezzi
- Testo: Ottavio Rinuccini
- Disposizione: 30 parti in 7 cori
- Organico: 60 voci, tutti gli strumenti

Quinto brano
Il ballo di Emilio de' Cavalieri acquistò rapidamente notorietà in Europa, venendo preso come modello da compositori come Adriano Banchieri, Giovanni Girolamo Kapsberger e Jan Pieterszoon Sweelinck.
Chiamato anche Il Ballo del Granduca
Il ballo del Sig. Emilio de Cavalieri, Risposta al ballo del Sig. Emilio de Cavalieri
- Titolo: O che nuovo miracolo  (ballo)
- Compositore: Emilio de' Cavalieri
- Testo: Laura Lucchesini
- Disposizione: 5 parti / 3 parti
- Organico delle sezioni a 5: tutte le voci, tutti gli strumenti
- Organico delle sezioni a 3: 3 voci femminili, chitarrina alla spagnola, chitarrina alla napoletana, cembalino a sonagli [tamburello]

## Discografia
- 1973 - La Pellegrina. Intermedien Zur Medici, Linde-Consort, dir. Hans-Martin Linde; Stockholmer Kammerchor, dir. Eric Ericson (EMI "Reflexe")
- 1986 - Una Stravaganza dei Medici. Intermedi (1589) per "La Pellegrina", Taverner Consort, Choir & Players, dir. Andrew Parrott (EMI "Reflexe" e ristampa HMV) - Edito anche in video
- 1998 - La Pellegrina. Music for the Wedding of Ferdinando De Medici and Christine de Lorraine, Princess of France, Florence 1589, Huelgas Ensemble, dir. Paul Van Nevel (Sony Classical "Vivarte")
- 2007 - La Pellegrina. Intermedi, 1589, Capriccio Stravagante Renaissance Orchestra, dir. Skipe Sempé (Paradizo)
- 2020 - Intermedi della Pellegrina Firenze 1589 Modo Antiquo Dir. Federico Maria Sardelli Dynamic dvd - blu ray